# Lepechiniella korshinskyi
Lepechiniella korshinskyi är en strävbladig växtart som beskrevs av Mikhail Grigoríevič Popov. Lepechiniella korshinskyi ingår i släktet Lepechiniella och familjen strävbladiga växter. Inga underarter finns listade i Catalogue of Life.